# Игнатцево (Владимирская область)
Игнатцево — упразднённая деревня в Вязниковском районе Владимирской области России.

## География
Урочище находится в северо-восточной части области, в зоне хвойно-широколиственных лесов, в пределах Волжско-Окского междуречья, на левом берегу реки Тетрух, на расстоянии примерно 18 километров (по прямой) к юго-западу от города Вязники, административного центра района.

### Климат
Климат характеризуется как умеренно континентальный. Средняя температура воздуха самого холодного месяца (января) — −11,1 °C (абсолютный минимум — −48 °С), средняя максимальная температура воздуха (июля) — +23,3 °С (абсолютный максимум — +37 °С). Годовое количество атмосферных осадков составляет около 607 мм, из которых 413 мм выпадает в период с апреля по октябрь.

## История
В «Списке населенных мест Владимирской губернии по сведениям 1859 года» населённый пункт упомянут как удельная деревня Судогодского уезда, расположенная при речке Тетрухе, в 70 верстах от уездного города. В деревне насчитывалось 9 дворов и проживало 74 человека (36 мужчин и 38 женщин).
По состоянию на 1905 год, в Игнатцеве имелось 12 дворов и проживало 64 человека. В административном отношении деревня входила в состав Воскресенской волости.
По данным 1926 года в деревне имелось 13 хозяйств и проживало 83 человека (38 мужчин и 45 женщин). Являлась частью Абросимовского сельсовета.
На момент упразднения входила в состав Большевысоковского сельсовета Вязниковского района. Упразднена решением облисполкома № 947 от 17 августа 1970 года как фактически не существующая.